# جون أندرسن
جون أندرسن (بالألمانية: John Andersen) (و. 1961  م) هو لاعب كرة قدم، من الدنمارك.

## روابط خارجية
- جون أندرسن على موقع قاعدة بيانات كرة القدم.إي يو (الإنجليزية)
- جون أندرسن على موقع قاعدة بيانات كرة القدم.إي يو (الإنجليزية)
- جون أندرسن على موقع بيانات كرة القدم. دي إي (الألمانية)